# سیدی عمران
سیدی عمران (به عربی: سيدي عمران) یک شهرداری در الجزایر است که در ناحیه جامعه واقع شده‌است. سیدی عمران ۲۱٬۷۷۲ نفر جمعیت دارد و ۴۶ متر بالاتر از سطح دریا واقع شده‌است.